# عره (روستا)
عره به عربی ( العُرَة ) دهستانی در ناحیهٔ (همدان) در شمال غربی شهر صنعاء در استان صَنعاء در کشور یمن در شبه جزیره عربستان است.

## جمعیت
جمعیت آن (۱۰۲۴) نفر (۲۷ خانوار) می‌باشد.
شغل عمده مردم کشاورزی و دامداری است.